# کتاب خانواده گو
کتاب خانواده گو (به کره‌ای: 구가의 서؛ همچنین به عنوان کانگ چی، آغازین نیز شناخته می‌شود) یک مجموعه تلویزیونی محصول کره جنوبی در سال ۲۰۱۳ است. سریال کتاب خانواده گو داستان موجودی نیمه هیولا و نیمه انسان را روایت می‌کند که در جستجوی کتابی با قدمت چند صد ساله است که بر اساس افسانهٔ گومیهو، راز انسان شدن در آن نوشته شده‌است. این سریال که ژانر تاریخی، درام، عاشقانه و فانتزی را پوشش می‌دهد از مخاطبان زیادی برخوردار است و جز سریال‌های پربیننده محسوب می‌شود چرا که این سریال هم از کارگردان قوی همچون شین وو چول، کیم جونگ هیون و هم از بازیگران معروفی همچون لی سونگ گی، به سوزی، یو یون سوک، لی یو بی، چوی جین هیوک نیز بهره می‌برد که خود امتیاز مثبتی محسوب می‌شود
این سریال در پارک یونگین داجین گیوم در استان گیونگی‌دو فیلمبرداری شده‌است. این سریال از ۸ آوریل تا ۲۵ ژوئن ۲۰۱۳، ساعت ۲۱:۵۵ در روزهای دوشنبه و سه‌شنبه در ۲۴ قسمت از شبکه ام‌بی‌سی پخش شد.

## خلاصه داستان
سریال کره‌ای کتاب خانواده گو یک درام حماسی است که مشکل بزرگ چوی کانگ چی (لی سونگ گی) را روایت می‌کند. چوی کانگ چی، روباه نه دُمی (گومیهو) است که نیمه انسان – نیمه روباه است. کانگ چی علی‌رغم نیمه حیوانی خود تلاش می‌کند تا به عنوان یک انسان زندگی کند.

## بازیگران

### اصلی
- لی سونگ گی در نقش چوی کانگ چی[۱۲][۱۳][۱۴][۱۵][۱۶][۱۷]
  - جونگ جون وون در نقش جوانی کانگ چی
- به سوزی در نقش دام یو وول[۱۸][۱۹][۲۰][۲۱][۲۲][۲۳]
- سونگ جون در نقش گون (محافظ یو وول)
- لی یو بی در نقش پارک چونگ جو (خواهر ته سو)[۲۴]
- یو یون سوک در نقش پارک ته سو[۲۵][۲۶]

### سایر بازیگران
- چوی جین هیوک در نقش گو وول ریونگ (پدر کانگ چی)[۲۷][۲۸][۲۹]
- یون سه آه در نقش یون سئو هووا (قسمت۱۴–۲۱)
  - لی یون هی در نقش جوانی یون سو هووا (قسمت۱–۲و۲۱)[۳۰][۳۱][۳۲]
- لی سونگ جه در نقش گوان وونگ
- اوم هیو سوپ در نقش پارک مو سول[۳۳]
- جو سونگ ها در نقش دام پیونگ جون (پدر یو وول)
- جونگ هه یونگ در نقش چان سو ریون (رئیس گیسنگ)
- یو دونگ گیون در نقش یی سون شین (فرمانده نیروی دریایی)
- کیم هی وون در نقش سو جونگ (راهب بودایی)
- لی دو کیونگ در نقش معلم گونگ دال
- جو جه یون در نقش ما بونگ چول (گانگستر)
- جین کیونگ در نقش یو جو (معلم یو وول)
- کیم گی بانگ در نقش ایوک مان (دوست کانگ چی)
- کیم سانگ هون در نقش وول دائه (رئیس جو گوان وونگ)
- سون گایونگ در نقش وول سان (گیسانگ)
- کیم هی جونگ در نقش خانم یون (همسر مو سول)
- دیوید لی مک‌اینس در نقش کاگشیما برادر کوچکتر سئو هووا (قسمت۱)
- سونگ یونگ کیو در نقش پیل موک (دستیار سئو هووا)
- پارک جو هیونگ در نقش هان نو
- نام هیون جو در نقش خدمتکار ارشد
- کیم بو می در نقش دام خدمتکار سئو هووا (قسمت۱)

## ریتینگ
- در جدول زیر، اعداد آبی کمترین رتبه را دارند و اعداد قرمز بالاترین رتبه را نشان می‌دهد.
- NR نشان می‌دهد که درام در ۲۰ برنامه برتر روزانه در آن تاریخ قرار نگرفته‌است.

| قسمت    | تاریخ پخش اصلی | میانگین سهم مخاطب | میانگین سهم مخاطب | میانگین سهم مخاطب | میانگین سهم مخاطب |
| قسمت    | تاریخ پخش اصلی | TNmS              | TNmS              | AGB Nielsen       | AGB Nielsen       |
| قسمت    | تاریخ پخش اصلی | سراسر کشور        | سئول              | سراسر کشور        | سئول              |
| ------- | -------------- | ----------------- | ----------------- | ----------------- | ----------------- |
| ۱       | ۸ آوریل، ۲۰۱۳  | ۱۱٫۵٪             | ۱۳٫۱٪             | ۱۱٫۲٪             | ۱۲٫۲٪             |
| ۲       | ۹ آوریل، ۲۰۱۳  | ۱۲٫۴٪             | ۱۳٫۴٪             | ۱۲٫۲٪             | ۱۳٫۴٪             |
| ۳       | ۱۵ آوریل، ۲۰۱۳ | ۱۳٫۶٪             | ۱۵٫۲٪             | ۱۳٫۶٪             | ۱۵٫۵٪             |
| ۴       | ۱۶ آوریل، ۲۰۱۳ | ۱۴٫۱٪             | ۱۵٫۷٪             | ۱۵٫۱٪             | ۱۷٫۱٪             |
| ۵       | ۲۲ آوریل، ۲۰۱۳ | ۱۳٫۳٪             | ۱۵٫۴٪             | ۱۴٫۴٪             | ۱۷٫۰٪             |
| ۶       | ۲۳ آوریل، ۲۰۱۳ | ۱۴٫۲٪             | ۱۶٫۵٪             | ۱۵٫۸٪             | ۱۸٫۳٪             |
| ۷       | ۲۹ آوریل، ۲۰۱۳ | ۱۴٫۰٪             | ۱۶٫۲٪             | ۱۶٫۳٪             | ۱۹٫۳٪             |
| ۸       | ۳۰ آوریل، ۲۰۱۳ | ۱۴٫۲٪             | ۱۶٫۲٪             | ۱۶٫۴٪             | ۱۹٫۰٪             |
| ۹       | ۶ می، ۲۰۱۳     | ۱۳٫۸٪             | ۱۵٫۵٪             | ۱۵٫۴٪             | ۱۸٫۰٪             |
| ۱۰      | ۷ می، ۲۰۱۳     | ۱۴٫۳٪             | ۱۶٫۲٪             | ۱۴٫۴٪             | ۱۶٫۹٪             |
| ۱۱      | ۱۳ می، ۲۰۱۳    | ۱۴٫۱٪             | ۱۶٫۳٪             | ۱۴٫۵٪             | ۱۶٫۹٪             |
| ۱۲      | ۱۴ می، ۲۰۱۳    | ۱۵٫۱٪             | ۱۸٫۲٪             | ۱۵٫۹٪             | ۱۸٫۷٪             |
| ۱۳      | ۲۰ می، ۲۰۱۳    | ۱۵٫۹٪             | ۱۷٫۲٪             | ۱۴٫۸٪             | ۱۷٫۲٪             |
| ۱۴      | ۲۱ می، ۲۰۱۳    | ۱۴٫۴٪             | ۱۶٫۹٪             | ۱۵٫۹٪             | ۱۸٫۰٪             |
| ۱۵      | ۲۷ می، ۲۰۱۳    | ۱۵٫۳٪             | ۱۸٫۳٪             | ۱۶٫۴٪             | ۱۹٫۳٪             |
| ۱۶      | ۲۸ می، ۲۰۱۳    | ۱۶٫۶٪             | ۲۰٫۱٪             | ۱۸٫۲٪             | ۲۱٫۷٪             |
| ۱۷      | ۳ ژوئن، ۲۰۱۳   | ۱۵٫۸٪             | ۱۸٫۲٪             | ۱۷٫۵٪             | ۲۱٫۰٪             |
| ۱۸      | ۴ ژوئن، ۲۰۱۳   | ۱۶٫۰٪             | ۱۸٫۹٪             | ۱۸٫۸٪             | ۲۲٫۴٪             |
| ۱۹      | ۱۰ ژوئن، ۲۰۱۳  | ۱۷٫۳٪             | ۲۱٫۰٪             | ۱۸٫۳٪             | ۲۱٫۵٪             |
| ۲۰      | ۱۱ ژوئن، ۲۰۱۳  | ۱۸٫۲٪             | ۲۱٫۷٪             | ۱۹٫۱٪             | ۲۲٫۳٪             |
| ۲۱      | ۱۷ ژوئن، ۲۰۱۳  | ۱۸٫۵٪             | ۲۱٫۸٪             | ۱۸٫۶٪             | ۲۱٫۸٪             |
| ۲۲      | ۱۸ ژوئن، ۲۰۱۳  | ۱۵٫۳٪             | ۱۷٫۵٪             | ۱۶٫۳٪             | ۱۸٫۹٪             |
| ۲۳      | ۲۴ ژوئن، ۲۰۱۳  | ۱۷٫۷٪             | ۲۰٫۲٪             | ۱۷٫۸٪             | ۲۱٫۱٪             |
| ۲۴      | ۲۵ ژوئن، ۲۰۱۳  | ۱۸٫۷٪             | ۲۲٫۱٪             | ۱۹٫۵٪             | ۲۲٫۹٪             |
| میانگین | میانگین        | ۱۵٫۱٪             | ۱۷٫۵٪             | ۱۶٫۱٪             | ۱۸٫۷٪             |

## جوایز و نامزدی‌ها
| سال  | مراسم                                                    | عنوان جایزه                                    | گیرنده                      | نتیجه    |
| ---- | -------------------------------------------------------- | ---------------------------------------------- | --------------------------- | -------- |
| ۲۰۱۳ | هفتمین مراسم اهدای جوایز برگزیده ۲۰ ام‌نت                 | جایزه ۲۰ ستاره مرد درام                        | لی سونگ گی                  | نامزدشده |
| ۲۰۱۳ | هفتمین مراسم اهدای جوایز برگزیده ۲۰ ام‌نت                 | جایزه ۲۰ ستاره زن درام                         | به سوزی                     | برنده    |
| ۲۰۱۳ | هفتمین مراسم اهدای جوایز برگزیده ۲۰ ام‌نت                 | جایزه ۲۰ ستاره زن درام                         | لی یو بی                    | نامزدشده |
| ۲۰۱۳ | هشتمین مراسم اهدای جوایز بین‌المللی درامای سئول           | جایزه درام برجسته کره ای                       | کتاب خانواده گو             | نامزدشده |
| ۲۰۱۳ | هشتمین مراسم اهدای جوایز بین‌المللی درامای سئول           | جایزه بازیگر زن برجسته کره ای                  | به سوزی                     | برنده    |
| ۲۰۱۳ | هشتمین مراسم اهدای جوایز بین‌المللی درامای سئول           | جایزه اواس‌تی برجسته کره‌ای                      | "Spring Rain" - بک جی یونگ  | نامزدشده |
| ۲۰۱۳ | هشتمین مراسم اهدای جوایز بین‌المللی درامای سئول           | جایزه اواس‌تی برجسته کره‌ای                      | "Don't Forget Me" - به سوزی | نامزدشده |
| ۲۰۱۳ | ششمین مراسم اهدای جوایز درامای کره                       | جایزه بهترین کارگردان                          | شین وو چول                  | نامزدشده |
| ۲۰۱۳ | ششمین مراسم اهدای جوایز درامای کره                       | جایزه برترین بازیگر نقش اول مرد                | لی سونگ گی                  | نامزدشده |
| ۲۰۱۳ | ششمین مراسم اهدای جوایز درامای کره                       | جایزه برتر بازیگر نقش اول زن                   | به سوزی                     | نامزدشده |
| ۲۰۱۳ | ششمین مراسم اهدای جوایز درامای کره                       | جایزه بهترین زوج                               | لی سونگ گی و به سوزی        | نامزدشده |
| ۲۰۱۳ | ششمین مراسم اهدای جوایز درامای کره                       | جایزه بهترین موسیقی متن اصلی                   | "Only You" - فور مِن         | برنده    |
| ۲۰۱۳ | پنجمین مراسم اهدای جوایز موسیقی ملون                     | جایزه بهترین موسیقی متن اصلی                   | "Only You" - فور مِن         | نامزدشده |
| ۲۰۱۳ | پانزدهمین مراسم اهدای جوایز موسیقی اِم‌نِت آسیا / ماما      | جایزه بهترین موسیقی متن اصلی                   | "Don't Forget Me" - به سوزی | نامزدشده |
| ۲۰۱۳ | دومین جشنواره اهدای جوایز ای‌پی‌ای‌ان استار                 | جایزه برتر بازیگر نقش اول مرد                  | لی سونگ گی                  | نامزدشده |
| ۲۰۱۳ | دومین جشنواره اهدای جوایز ای‌پی‌ای‌ان استار                 | جایزه بازیگر جدی                               | لی سونگ جه                  | نامزدشده |
| ۲۰۱۳ | دومین جشنواره اهدای جوایز ای‌پی‌ای‌ان استار                 | جایزه بهترین بازیگر مرد تازه‌کار                | چوی جین هیوک                | برنده    |
| ۲۰۱۳ | دومین جشنواره اهدای جوایز ای‌پی‌ای‌ان استار                 | جایزه بهترین بازیگر زن تازه‌کار                 | لی یو بی                    | برنده    |
| ۲۰۱۳ | دومین جشنواره اهدای جوایز ای‌پی‌ای‌ان استار                 | بهترین سریال اکشن                              | کتاب خانواده گو             | برنده    |
| ۲۰۱۳ | سی و دومین مراسم اهدای جوایز درامای ام‌بی‌سی               | جایزه درام سال                                 | کتاب خانواده گو             | نامزدشده |
| ۲۰۱۳ | سی و دومین مراسم اهدای جوایز درامای ام‌بی‌سی               | جایزه برترین بازیگر نقش اول مرد در سریال کوتاه | لی سونگ گی                  | برنده    |
| ۲۰۱۳ | سی و دومین مراسم اهدای جوایز درامای ام‌بی‌سی               | جایزه برترین بازیگر نقش اول زن در سریال کوتاه  | به سوزی                     | برنده    |
| ۲۰۱۳ | سی و دومین مراسم اهدای جوایز درامای ام‌بی‌سی               | جایزه برتر بازیگر نقش مکمل زن در سریال کوتاه   | لی یون هی                   | نامزدشده |
| ۲۰۱۳ | سی و دومین مراسم اهدای جوایز درامای ام‌بی‌سی               | جایزه بهترین بازیگر مرد تازه‌کار                | چوی جین هیوک                | نامزدشده |
| ۲۰۱۳ | سی و دومین مراسم اهدای جوایز درامای ام‌بی‌سی               | جایزه بهترین بازیگر زن تازه‌کار                 | لی یو بی                    | نامزدشده |
| ۲۰۱۳ | سی و دومین مراسم اهدای جوایز درامای ام‌بی‌سی               | جایزه محبوبیت                                  | لی سونگ گی                  | برنده    |
| ۲۰۱۳ | سی و دومین مراسم اهدای جوایز درامای ام‌بی‌سی               | جایزه محبوبیت                                  | به سوزی                     | نامزدشده |
| ۲۰۱۳ | سی و دومین مراسم اهدای جوایز درامای ام‌بی‌سی               | جایزه بهترین زوج                               | لی سونگ گی و به سوزی        | برنده    |
| ۲۰۱۴ | پنجاهمین مراسم اهدای جوایز جشنواره هنری بکسانگ           | جایزه بهترین بازیگر مرد تازه‌کار                | چوی جین هیوک                | نامزدشده |
| ۲۰۱۴ | پنجاهمین مراسم اهدای جوایز جشنواره هنری بکسانگ           | جایزه محبوب‌ترین بازیگر مرد                     | لی سونگ گی                  | نامزدشده |
| ۲۰۱۴ | پنجاهمین مراسم اهدای جوایز جشنواره هنری بکسانگ           | جایزه محبوب‌ترین بازیگر مرد                     | چوی جین هیوک                | نامزدشده |
| ۲۰۱۴ | پنجاهمین مراسم اهدای جوایز جشنواره هنری بکسانگ           | جایزه محبوب‌ترین بازیگر زن                      | به سوزی                     | نامزدشده |
| ۲۰۱۴ | دومین مراسم اهدای جوایز تلویزیونی رِین‌بو آسیا             | جایزه درام برجسته                              | کتاب خانواده گو             | برنده    |
| ۲۰۱۴ | دومین مراسم اهدای جوایز تلویزیونی رِین‌بو آسیا             | جایزه بازیگر برجسته ممتاز مرد                  | لی سونگ گی                  | برنده    |
| ۲۰۱۴ | دومین مراسم اهدای جوایز تلویزیونی رِین‌بو آسیا             | جایزه بازیگر نقش مکمل برجسته مرد               | چوی جین هیوک                | برنده    |
| ۲۰۱۴ | دومین مراسم اهدای جوایز تلویزیونی رِین‌بو آسیا             | جایزه بهترین بازیگر نقش مکمل زن                | لی یو بی                    | نامزدشده |
| ۲۰۱۴ | دومین مراسم اهدای جوایز تلویزیونی رِین‌بو آسیا             | جایزه کارگردان برجسته                          | شین وو چول                  | برنده    |
| ۲۰۱۴ | دومین مراسم اهدای جوایز تلویزیونی رِین‌بو آسیا             | جایزه بهترین فیلم‌نامه‌نویس                      | کانگ اون کیونگ              | نامزدشده |
| ۲۰۱۴ | دومین مراسم اهدای جوایز تلویزیونی رِین‌بو آسیا             | جایزه بهترین آهنگ تم                           | "Only You" - فور مِن         | نامزدشده |
| ۲۰۱۴ | شانزدهمین جشنواره اهدای جوایز بین‌المللی فیلم جوانان سئول | جایزه بهترین بازیگر مرد جوان                   | سونگ جون                    | نامزدشده |
| ۲۰۱۴ | شانزدهمین جشنواره اهدای جوایز بین‌المللی فیلم جوانان سئول | جایزه بهترین بازیگر زن جوان                    | به سوزی                     | نامزدشده |

## پخش بین‌المللی
| کشور            | شبکه               | تاریخ شروع       | تاریخ پایان      | زمان انتشار                                              |
| --------------- | ------------------ | ---------------- | ---------------- | -------------------------------------------------------- |
| اندونزی         | اندوزیار           | ۱۲ اوت، ۲۰۱۳     | ۱۲ سپتامبر، ۲۰۱۳ | دوشنبه-جمعه، ۳:۳۰ بعدازظهر – ۵:۰۰ بعدازظهر               |
| فیلیپین         | ای‌بی‌اس-سی‌بی‌ان      | ۱۹ اوت، ۲۰۱۳     | ۱۵ نوامبر، ۲۰۱۳  | دوشنبه-جمعه،۵:۱۵ بعدازظهر – ۵:۴۵ بعدازظهر                |
| ژاپن            | کی‌ان‌تی‌وی           | ۲۸ سپتامبر، ۲۰۱۳ | ۱۵ دسامبر، ۲۰۱۳  | شنبه و یکشنبه،۸:۴۵ بعدازظهر – ۹:۰۰ بعدازظهر              |
| هنگ کنگ         | نو ۱۰۱             | ۱ نوامبر، ۲۰۱۳   | ۱۷ دسامبر، ۲۰۱۳  | ۹:۳۰ بعدازظهر – ۱۰:۳۰ بعدازظهر                           |
| اسرائیل         | ویوا               | ۲۰۱۳             | ۲۰۱۳             |                                                          |
| تایوان          | جی‌تی‌وی             | ۶ ژانویه، ۲۰۱۴   | ۲۴ فوریه، ۲۰۱۴   | دوشنبه،۱۰:۰۰ بعدازظهر – ۱۱:۰۰ بعدازظهر                   |
| تایوان          | ای‌ال‌تی‌ای تی‌وی      | ۴ مارس، ۲۰۱۴     | ۴ آوریل، ۲۰۱۴    | از دوشنبه تا جمعه،۹:۰۰ بعدازظهر – ۱۰:۰۰ بعدازظهر         |
| تایلند          | وورک‌پوینت تی‌وی     | ۲۱ آوریل، ۲۰۱۴   | ۲۰۱۴             | چهارشنبه-جمعه،۹:۱۵ بعدازظهر – ۱۰:۴۰ بعدازظهر             |
| مغولستان        | تی‌وی۹              | ۲۸ آوریل، ۲۰۱۴   | ۲۰۱۴             | دوشنبه-جمعه،۱۱:۳۰ بعدازظهر – ۱:۰۰ بعدازظهر               |
| چین             | شینگ کونگ          | ۲۲ ژوئن، ۲۰۱۴    | ۱۰ ژوئیه، ۲۰۱۴   | یکشنبه،۷:۰۰ بعدازظهر – ۸:۰۰ بعدازظهر                     |
| ویتنام          | دی‌دراما وی‌تی‌وی‌کاب۷ | ۲۶ دسامبر، ۲۰۱۴  | ۲۰۱۵             | دوشنبه-یکشنبه،۱۰:۰۰ بعدازظهر – ۱۱:۰۰ بعدازظهر            |
| سنگاپور · مالزی | اوه!کی             | ۱ ژوئن، ۲۰۲۰     | ۱۷ اوت، ۲۰۲۰     | دوشنبه،۷:۵۰ بعدازظهر – ۱۰:۰۰ بعدازظهر (۲ قسمت پشت سر هم) |